# Telescopio William Herschel
Il telescopio William Herschel (in inglese William Herschel Telescope, WHT) è un telescopio riflettore di 4,2 metri di diametro che si trova presso l'osservatorio del Roque de los Muchachos, sull'isola di La Palma alle Canarie.

## Storia

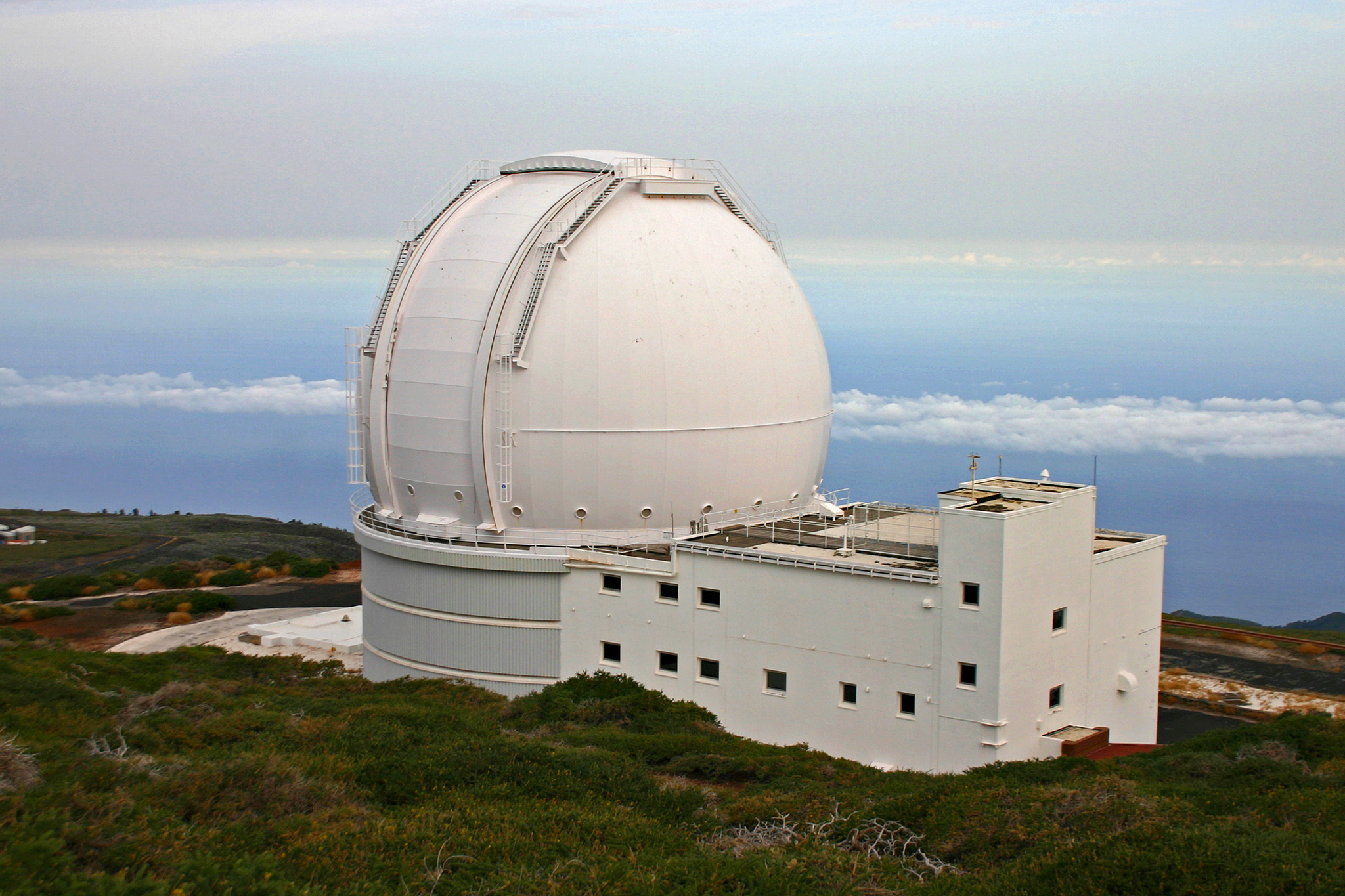
Cupola del telescopio

L'idea del WHT è stata concepita negli anni sessanta, quando è stato progettato l'Osservatorio anglo-australiano in Australia. La comunità astronomica britannica sentiva la necessità di un telescopio di grandezza comparabile per osservare il cielo dell'emisfero boreale.

La progettazione è iniziata nel 1974 ma nel 1979 l'idea ha rischiato di essere cancellata a causa dei costi lievitati. È stato dunque riprogettato per ridurre sensibilmente il costo ed è stata ceduta una quota del 20% agli astronomi olandesi, questo ha permesso di ottenere il via libera nel 1981. Quell'anno era il 200º anniversario della scoperta di Urano ad opera di William Herschel, così è stato deciso di battezzare il telescopio in suo onore.

La costruzione è iniziata nel 1983, è stato trasportato a La Palma nel 1985 e ha visto la prima luce nel 1987.
Il telescopio è un membro del gruppo di telescopi Isaac Newton (Isaac Newton Group of Telescopes) e riceve numerose richieste di utilizzo, almeno il triplo di quelle che riesce a soddisfare.

## Caratteristiche
Il telescopio è un riflettore da 4,2 metri, configurazione Cassegrain-Nasmyth.

Osserva il cielo nelle lunghezze d'onda del visibile e infrarosso. Usa una montatura altazimutale.

## Risultati scientifici
Tra le scoperte ottenute con l'utilizzo del WHT c'è quella di una calda bolla di gas in espansione al centro della nostra galassia, che suggerisce la presenza di un buco nero supermassivo.

Si segnala anche la prima osservazione della controparte ottica di un gamma ray burst  e la recente scoperta di una stella di Wolf-Rayet con il vento stellare più veloce finora conosciuto.